# 郑县 (陕西省)
郑县，中国古县名。在今陕西省渭南市境内。
秦武公十一年（前687年），初县杜、郑，与此前一年设置的邽县、冀县，是中国最早有记载的县。属内史。隋朝时属雍州、京兆郡。县境有普德宫。隋末义宁元年（617年），与改屬华州（該州得名於华阴县）。唐朝时属华州、华阴郡、兴德府，为一望县。北宋时，仍属华州，为一上县。后为金朝县份，元朝初年，并入华州。

## 备注
1. ↑  普德宫在唐朝咸亨二年（671年）改名为神台宫[2]。